# Hiracia ignava
Hiracia ignava är en insektsart som beskrevs av Walker 1857. Hiracia ignava ingår i släktet Hiracia och familjen Tropiduchidae. Inga underarter finns listade i Catalogue of Life.